# Вольная (Черкасская область)
Вольная (укр. Вільна) — посёлок в Уманском районе Черкасской области Украины.
Население по переписи 2001 года составляло 172 человека. Почтовый индекс — 19132. Телефонный код — 4746.

## Местный совет
19132, Черкасская обл., Монастырищенский р-н, с. Шабастовка, ул. Ленина, 1